# فرودگاه نیینگچی ماینلینگ
فرودگاه نیینگچی ماینلینگ (به انگلیسی: Nyingchi Mainling Airport) یک فرودگاه همگانی با کد یاتا LZY است که یک باند فرود بتن دارد و طول باند آن ۳۰۰۰ متر است. این فرودگاه در کشور چین قرار دارد و در ارتفاع ۲۹۴۹ متری از سطح دریا واقع شده‌است.

## شرکت‌های هواپیمایی و مقصدهای پروازی
| شرکت‌های هواپیمایی   | مقصدهای پروازی                                                                     |
| ------------------- | ---------------------------------------------------------------------------------- |
| ایر چاینا           | چنگدو شوانگلیو فصلی: پکن                                                           |
| هواپیمایی جنوبی چین | بایون گوآنگجو                                                                      |
| سیچوان ایرلاینز     | چنگدو شوانگلیو، چنگچینگ ییانگبی، شی‌آن شیان‌یانگ,                                    |
| تبت ایرلاینز        | چنگدو شوانگلیو، چنگچینگ ییانگبی، لهاسا گونگار، شنژن بن, کونمینگ چانگشوی(Suspended) |